# Qualificazioni al campionato mondiale femminile di calcio 2019 - UEFA - Turno preliminare
Il turno preliminare UEFA della qualificazioni al campionato mondiale femminile di calcio 2019 è composto dalle 16 nazionali con il coefficiente UEFA peggiore  che sono suddivise in quattro gironi da quattro squadre. 

## Formula
Ogni gruppo gioca un girone all'italiana che si disputa in una delle nazioni rappresentate. Le quattro vincitrici dei gironi più la migliore seconda (senza considerare il risultato ottenuto contro la quarta classificata) vengono ammesse alla fase a gironi di qualificazione.
In caso di parità di punti tra due o più squadre di uno stesso gruppo, le posizioni in classifica vengono determinate prendendo in considerazione, nell'ordine, i seguenti criteri:
1. maggiore numero di punti negli scontri diretti tra le squadre interessate (classifica avulsa);
2. migliore differenza reti negli scontri diretti tra le squadre interessate (classifica avulsa);
3. maggiore numero di reti segnate negli scontri diretti tra le squadre interessate (classifica avulsa);
4. maggiore numero di reti segnate in trasferta negli scontri diretti tra le squadre interessate (classifica avulsa), valido solo per il turno di qualificazione a gironi;
5. se, dopo aver applicato i criteri dall'1 al 4, ci sono squadre ancora in parità di punti, i criteri dall'1 al 4 si riapplicano alle sole squadre in questione. Se continua a persistere la parità, si procede con i criteri dal 6 all'11;
6. migliore differenza reti;
7. maggiore numero di reti segnate;
8. maggiore numero di reti segnate in trasferta (valido solo per il turno di qualificazione a gironi);
9. tiri di rigore se le due squadre sono a parità di punti al termine dell'ultima giornata (valido solo per il turno preliminare e solo per decidere la qualificazione al turno successivo);
10. classifica del fair play (cartellino rosso = 3 punti, cartellino giallo = 1 punto, espulsione per doppia ammonizione = 3 punti);
11. posizione del ranking UEFA o sorteggio.

### Gruppo 1

#### Classifica
| Pos | Squadra    | Pt | G | V | N | P | GF | GS | DR |
| --- | ---------- | -- | - | - | - | - | -- | -- | -- |
| 1.  | Kazakistan | 7  | 3 | 2 | 1 | 0 | 4  | 2  | +2 |
| 2.  | Lettonia   | 5  | 3 | 1 | 2 | 0 | 7  | 3  | +4 |
| 3.  | Georgia    | 4  | 3 | 1 | 1 | 1 | 3  | 3  | 0  |
| 4.  | Estonia    | 0  | 3 | 0 | 0 | 3 | 1  | 7  | -6 |

#### Risultati
| Arbitro: | Zuzana Kováčová |

|  |           |                                                     |
|  | Marcatori | 37’ Fjodorova 44’ Spruntule 62’ Voitāne 68’ Ševcova |

| Arbitro: | Eleni Lampadariou |

|                 |           |  |
| Nikolayenko 34’ | Marcatori |  |

| Arbitro: | Ivana Projkovska |

|                     |           |                            |
| Myasnikova 75’, 85’ | Marcatori | 37’ Fjodorova 64’ Fedotova |

| Arbitro: | Zuzana Kováčová |

|                          |           |           |
| Tchkonia 16’ Gabelia 22’ | Marcatori | 59’ Aarna |

| Arbitro: | Eleni Lampadariou |

|  |           |                 |
|  | Marcatori | 62’ Nikolayenko |

| Arbitro: | Ivana Projkovska |

|             |           |             |
| Miksone 45’ | Marcatori | 19’ Danelia |

### Gruppo 2

#### Classifica
| Pos | Squadra | Pt | G | V | N | P | GF | GS | DR |
| --- | ------- | -- | - | - | - | - | -- | -- | -- |
| 1.  | Albania | 7  | 3 | 2 | 1 | 0 | 5  | 3  | +2 |
| 2.  | Grecia  | 6  | 3 | 2 | 0 | 1 | 8  | 2  | +4 |
| 3.  | Malta   | 4  | 3 | 1 | 1 | 1 | 3  | 2  | +1 |
| 4.  | Kosovo  | 0  | 3 | 0 | 0 | 3 | 3  | 12 | -9 |

#### Risultati
| Arbitro: | Lorraine Clark |

|                                            |           |                |
| Bajraktari 17’ Velaj 75’ Musa 90+6’ (aut.) | Marcatori | 35’, 59’ Rexha |

| Arbitro: | Lina Lehtovaara |

|                  |           |  |
| Papadopoulou 18’ | Marcatori |  |

| Arbitro: | Amy Rayner |

|                                                                                |           |  |
| Markou 33’ Chatzigiannidou 39’ Kakambouki 51’ Nati 57’ Kongoulī 76’ Sidira 82’ | Marcatori |  |

| Elbasan 8 aprile 2017, ore 14:00 CEST | Malta          | 0 – 0 referto | Albania | Elbasan Arena (300 spett.)\| Arbitro: \| Lorraine Clark \| |
| Arbitro:                              | Lorraine Clark |               |         |                                                            |

| Arbitro: | Lina Lehtovaara |

|                    |           |          |
| Doci 16’ Velaj 90’ | Marcatori | 18’ Nati |

| Arbitro: | Amy Rayner |

|           |           |                                    |
| Shala 80’ | Marcatori | 12’ Cuschieri 27’ Flask 38’ Theuma |

### Gruppo 3

#### Classifica
| Pos | Squadra  | Pt | G | V | N | P | GF | GS | DR  |
| --- | -------- | -- | - | - | - | - | -- | -- | --- |
| 1.  | Israele  | 7  | 3 | 2 | 1 | 0 | 9  | 0  | +9  |
| 2.  | Moldavia | 7  | 3 | 2 | 1 | 0 | 6  | 0  | +6  |
| 3.  | Lituania | 3  | 3 | 1 | 0 | 2 | 2  | 4  | -2  |
| 4.  | Andorra  | 0  | 3 | 0 | 0 | 3 | 0  | 13 | -13 |

#### Risultati
| Arbitro: | Marte Sørø |

|                                                            |           |  |
| Chiper 9’ Cerescu 41’ Munteanu 45’ (rig.) Colesnicenco 71’ | Marcatori |  |

| Arbitro: | Sofia Karagiorgi |

|                     |           |  |
| Awad 77’ Falkon 90’ | Marcatori |  |

| Arbitro: | Marte Sørø |

|  |           |                                    |
|  | Marcatori | 90+2’ (aut.) Mikutaitė 90+3’ Țabur |

| Arbitro: | Barbara Poxhofer |

|                                                                                          |           |  |
| Shahaf 15’, 37’ Tizón 29’ (aut.) Rogers 34’ D. Sofer 45+1’ (rig.), 47’ Sendel 62’ (rig.) | Marcatori |  |

| Vilnius 11 aprile 2017, ore 14:00 CEST | Moldavia         | 0 – 0 referto | Israele | LFF Stadium (10 spett.)\| Arbitro: \| Sofia Karagiorgi \| |
| Arbitro:                               | Sofia Karagiorgi |               |         |                                                           |

| Arbitro: | Barbara Poxhofer |

|  |           |                                |
|  | Marcatori | 49’Kyžaitė 90+2’ Vaičiulaitytė |

### Gruppo 4

#### Classifica
| Pos | Squadra     | Pt | G | V | N | P | GF | GS | DR  |
| --- | ----------- | -- | - | - | - | - | -- | -- | --- |
| 1.  | Fær Øer     | 9  | 3 | 3 | 0 | 0 | 9  | 3  | +6  |
| 2.  | Turchia     | 6  | 3 | 2 | 0 | 1 | 13 | 3  | +10 |
| 3.  | Montenegro  | 3  | 3 | 1 | 0 | 2 | 8  | 6  | +2  |
| 4.  | Lussemburgo | 0  | 3 | 0 | 0 | 3 | 3  | 21 | -18 |

#### Risultati
| Arbitro: | Eszter Urban |

|                               |           |  |
| Topçu 15’, 39’ Altunkulak 28’ | Marcatori |  |

| Arbitro: | Petra Chudá |

|                                                            |           |            |
| H. Sevdal 7’, 64’ Klakstein 18’ Á. Johannesen 37’ Arge 54’ | Marcatori | 88’ Birkel |

| Arbitro: | Petra Chudá |

|         |           |                           |
| Kuč 65’ | Marcatori | 78’ Klakstein 80’ Nielsen |

| Arbitro: | Sarah Garratt |

|                                                                                        |           |              |
| Topçu 10’ Pekel 17’, 51’, 70’ Elias 40’ (aut.) Altunkulak 57’, 75’, 86’ Karagenç 90+3’ | Marcatori | 58’ De Lemos |

| Arbitro: | Eszter Urban |

|                            |           |           |
| Andreasen 36’ Simonsen 64’ | Marcatori | 17’ Pekel |

| Arbitro: | Sarah Garratt |

|              |           |                                                                  |
| De Lemos 80’ | Marcatori | 5’, 27’ Bulatović 35’, 45+5’ Djoković 48’ Pavičević 50’, 56’ Kuč |

### Raffronto tra le seconde classificate
| Gr | Squadra  | Pt | G | V | N | P | GF | GS | DR |
| -- | -------- | -- | - | - | - | - | -- | -- | -- |
| 3  | Moldavia | 4  | 2 | 1 | 1 | 0 | 2  | 0  | +2 |
| 4  | Turchia  | 3  | 2 | 1 | 0 | 1 | 4  | 2  | +2 |
| 2  | Grecia   | 3  | 2 | 1 | 0 | 1 | 2  | 2  | 0  |
| 1  | Lettonia | 2  | 2 | 0 | 2 | 0 | 3  | 3  | 0  |

## Statistiche

### Classifica marcatrici
4 reti
- Selen Altunkulak
- Melike Pekel

3 reti
- Armisa Kuč
- Ebru Topçu

2 reti
- Furtuna Velaj
- Eyðvør Klakstein
- Heidi Sevdal
- Sofia Nati
- Arava Shahaf

- Daniel Sofer (1 rig.)
- Yulia Myasnikova
- Yuliya Nikolayenko
- Agnesa Rexha

- Slađana Bulatović
- Jasna Djoković
- Anastasija Fjodorova
- Gabriela De Lemos

1 rete
- Arbiona Bajraktari
- Megi Doçi
- Signy Aarna
- Rannvá Andreasen
- Lív Arge
- Ásla Johannesen
- Birita Nielsen
- Milja Simonsen
- Mariam Danelia
- Gulnara Gabelia
- Khatia Tchkonia
- Natalia Chatzigiannidou
- Eleni Kakambouki
- Sofia Kongoulī

- Eleni Markou
- Anastasia Papadopoulou
- Danai-Eleni Sidira
- Marian Awad
- Lee Falkon
- Linoy Rogers
- Karin Sendel (1 rig.)
- Blerta Shala
- Renāte Fedotova
- Karlīna Miksone
- Olga Ševcova
- Elīza Spruntule
- Sandra Voitāne

- Anika Kyžaitė
- Kamilė Vaičiulaitytė
- Jessica Birkel
- Rachel Cuschieri
- Jade Flask
- Dorianne Theuma
- Cristina Cerescu
- Claudia Chiper
- Nadejda Colesnicenco
- Natalia Munteanu (1 rig.)
- Carolina Țabur
- Jadranka Pavičević
- Didem Karagenç

Autoreti
- Miriam Tizón (1 pro Israele)
- Blerina Musa (1 pro Albania)
- Algimante Mikutaitė (1 pro Moldavia)
- Sarah Elias (1 pro Turchia)